# Séminaire Saint-Charles de Chartres
Le séminaire Saint-Charles est situé dans la ville de Chartres, préfecture du département français d'Eure-et-Loir, en région Centre-Val de Loire.

## Historique
Les bâtiments sont du XVIIIe siècle, les principales campagnes de construction datant de 1724, 1735, 1765 et 1770.
Propriété du département d'Eure-et-Loir, les bâtiments abritent de 1908 à 2006 les archives départementales. En 1941, l'édifice fait l’objet d’une inscription au titre des monuments historiques.
De 2006 à 2019, l'édifice, ouvert au public pour présenter des expositions, héberge également des services du conseil départemental.
En 2020, une convention de mise à disposition des locaux, au profit du ministère de la Justice, est établie pour une durée de cinq ans renouvelable une fois, dans l'attente de la construction d'une cité judiciaire à Chartres.

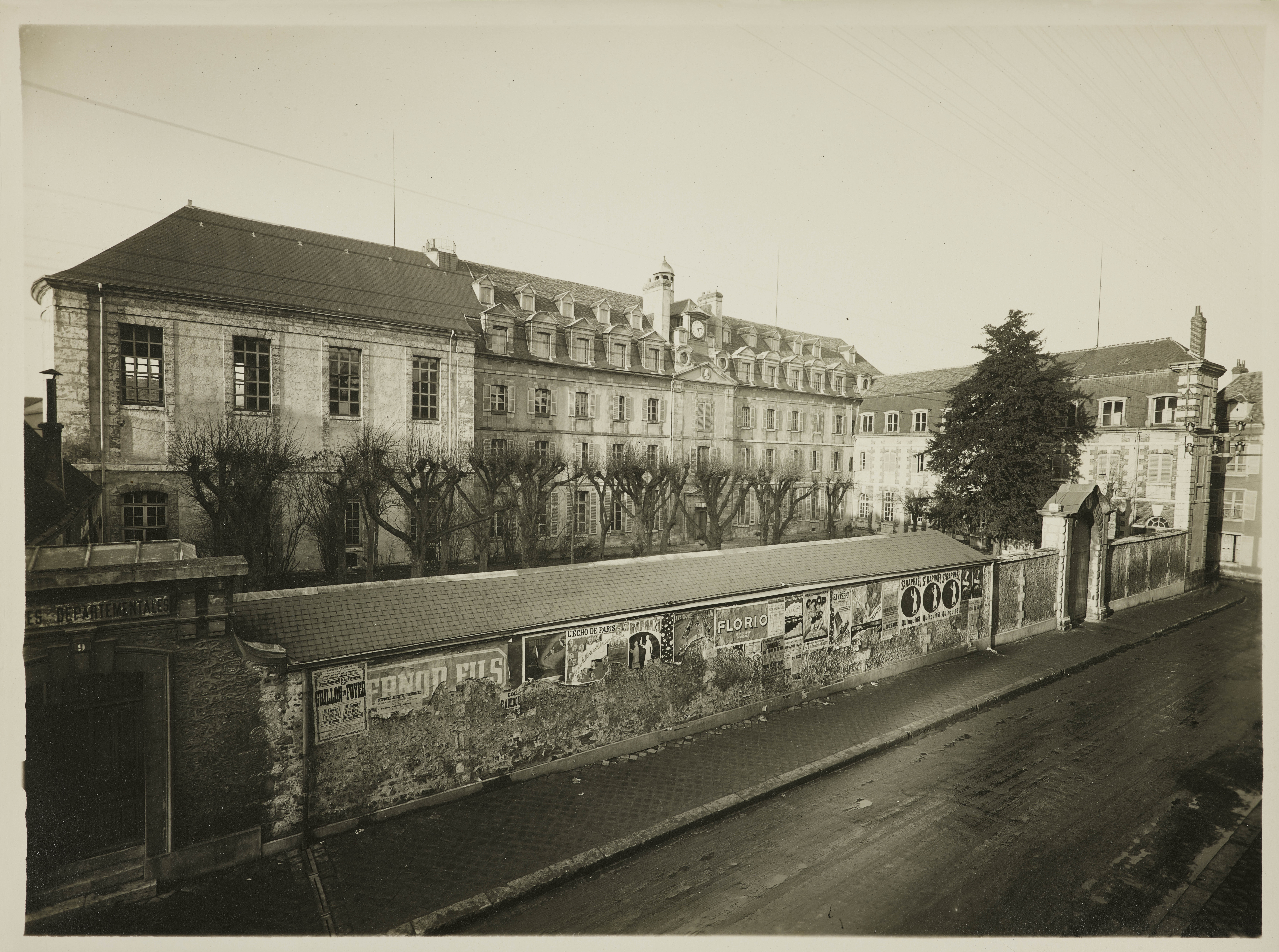
Archives départementales, 1908-2006.
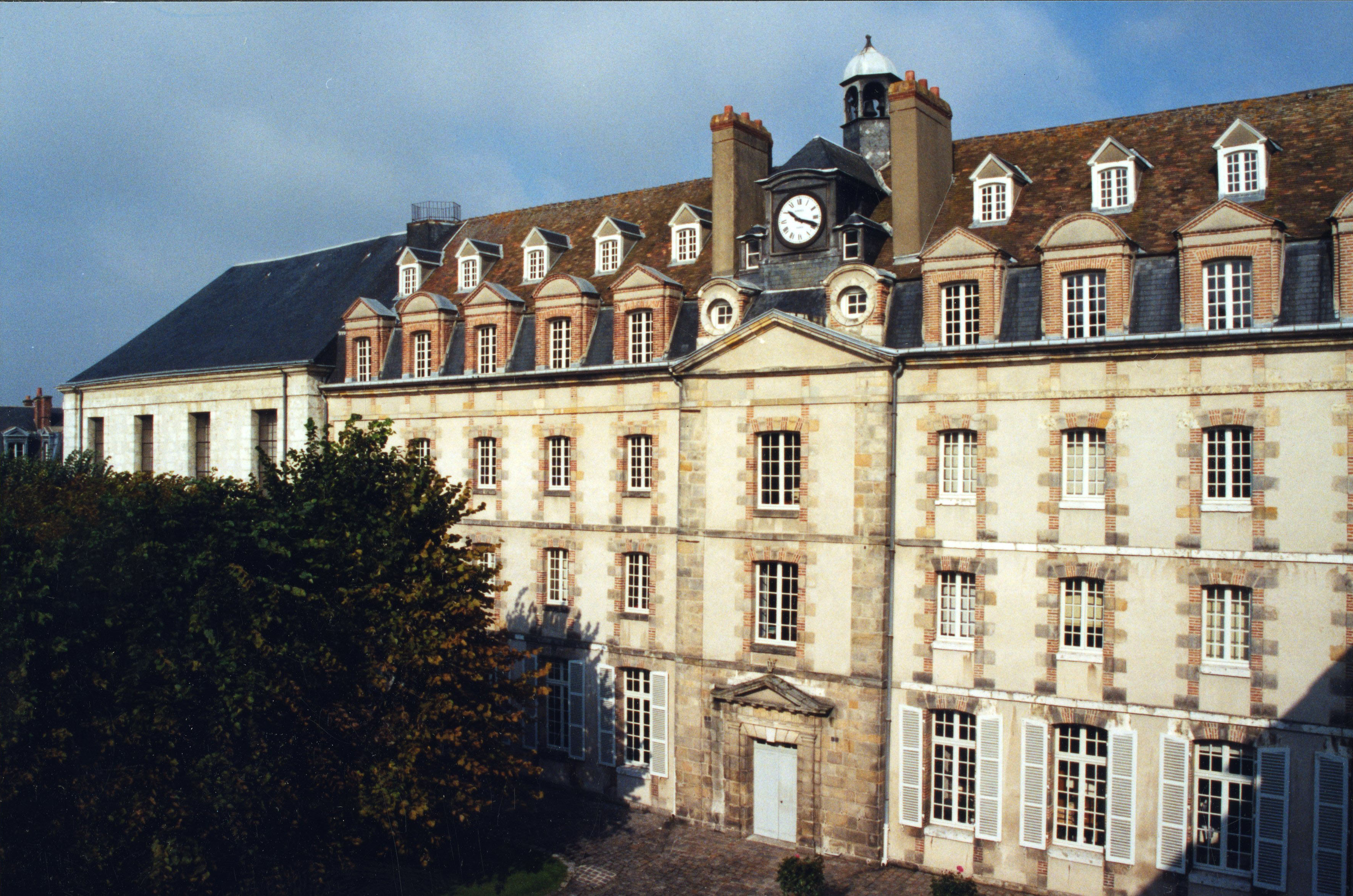
« Eurélium », 2007-2019.
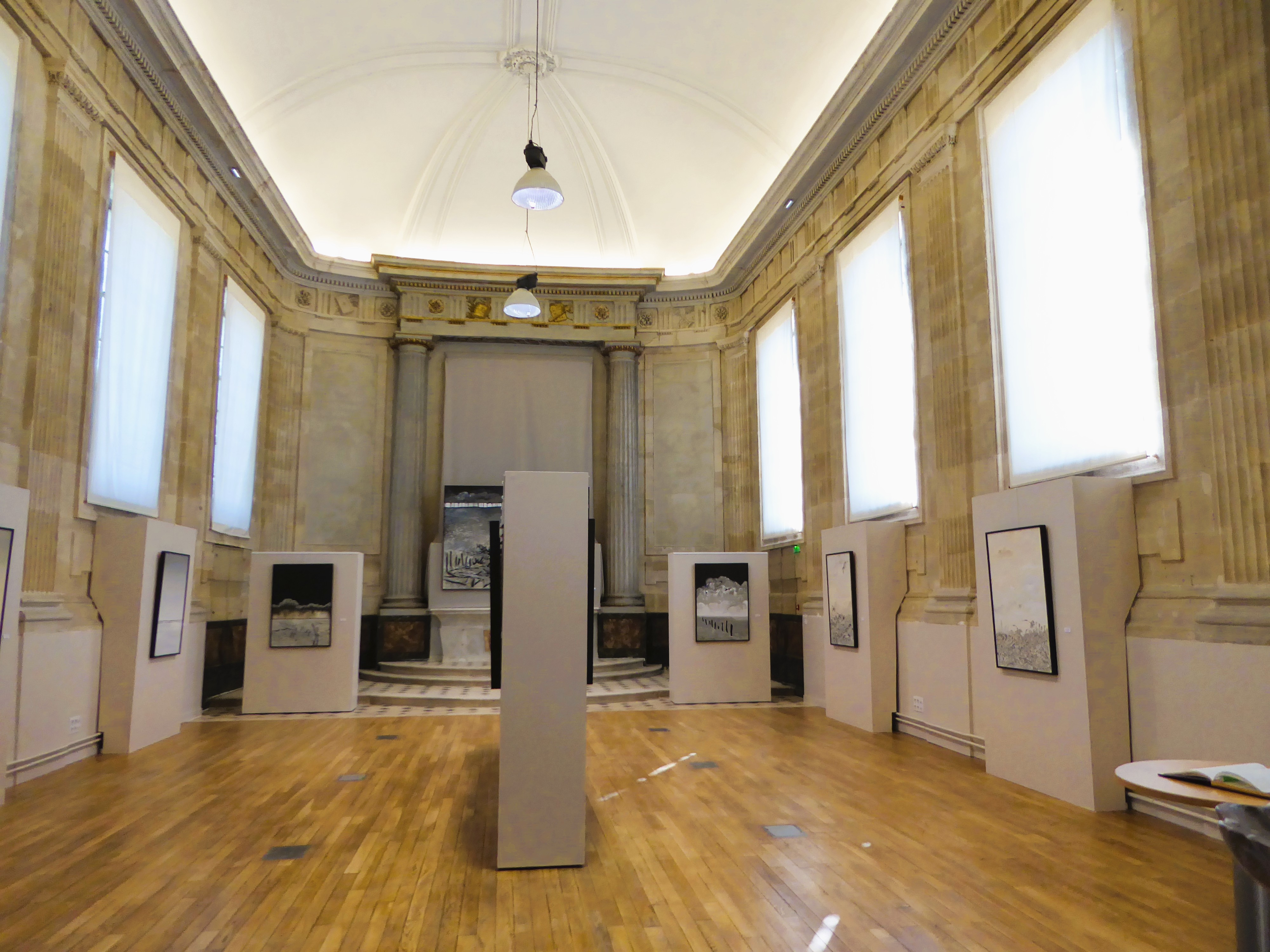
Chapelle lors de l'exposition « Bourgade », 2016.
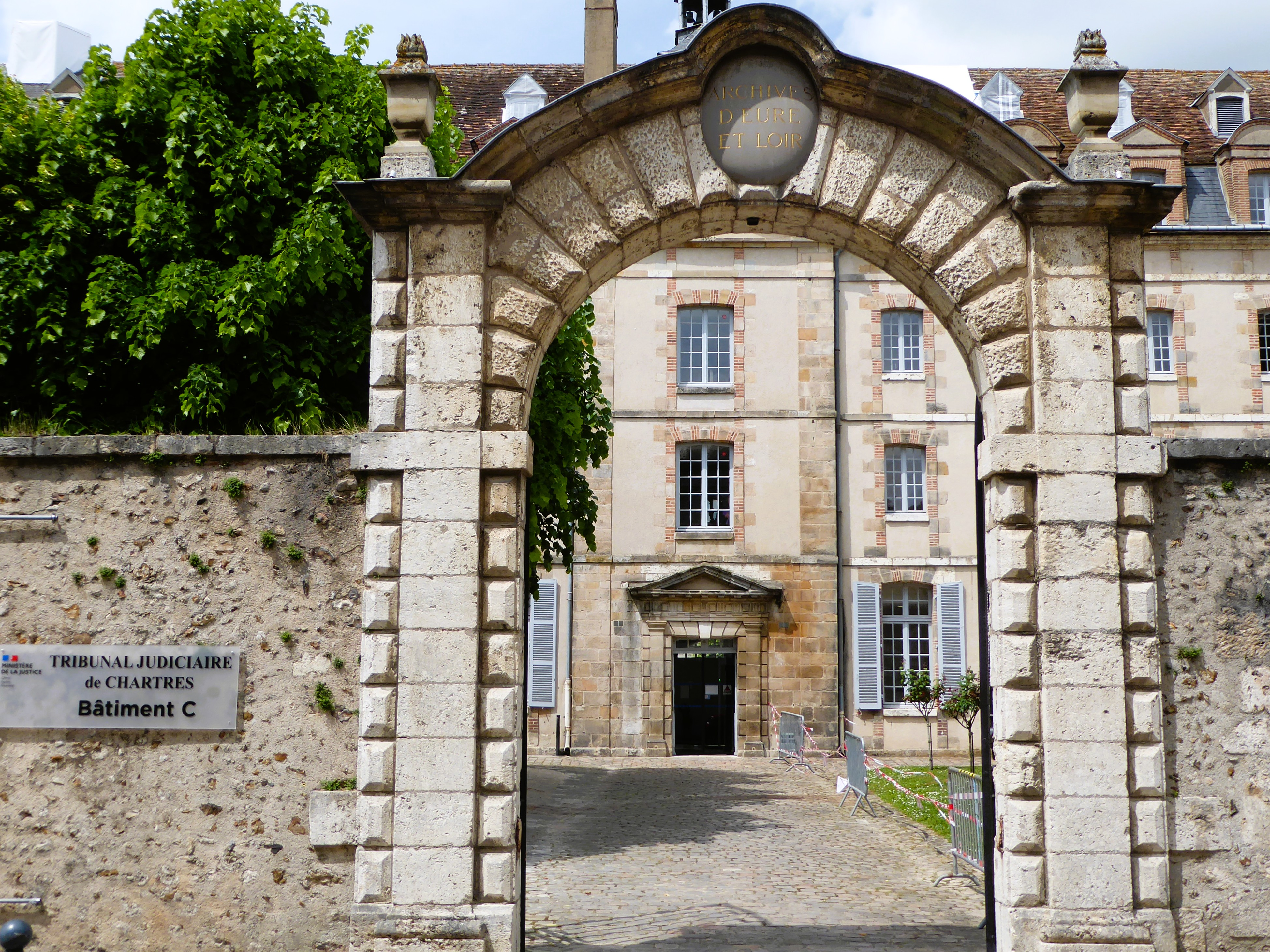
Tribunal judiciaire (bâtiment C), depuis 2020.